# Garten-Ampfer
Der Garten-Ampfer (Rumex patientia), auch Englischer Spinat, Gemüse-Ampfer oder Echter Mönchsrhabarber genannt, ist eine Pflanzenart aus der  Gattung der Ampfer (Rumex) innerhalb der Familie der Knöterichgewächse (Polygonaceae).

## Beschreibung

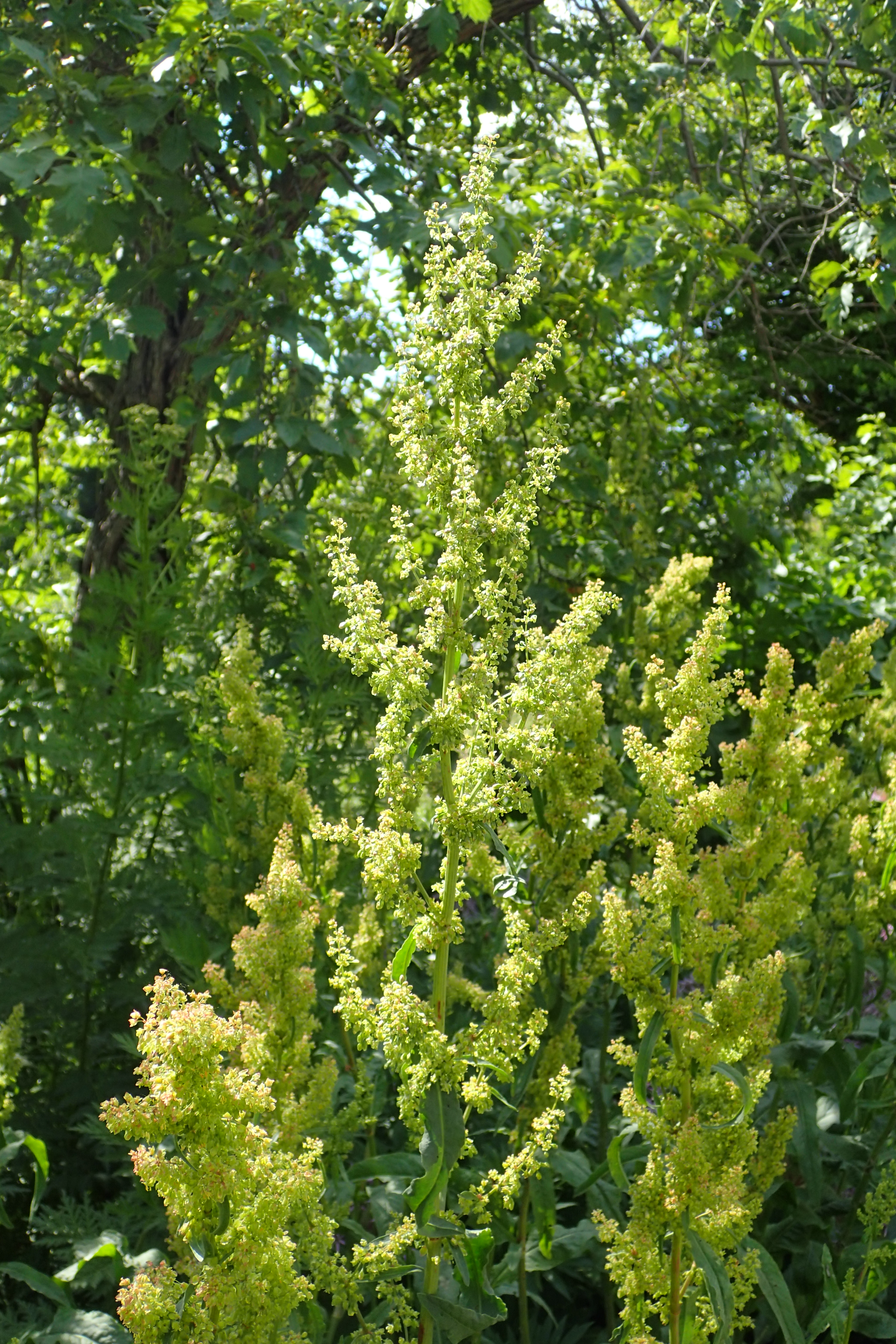
Blütenstand

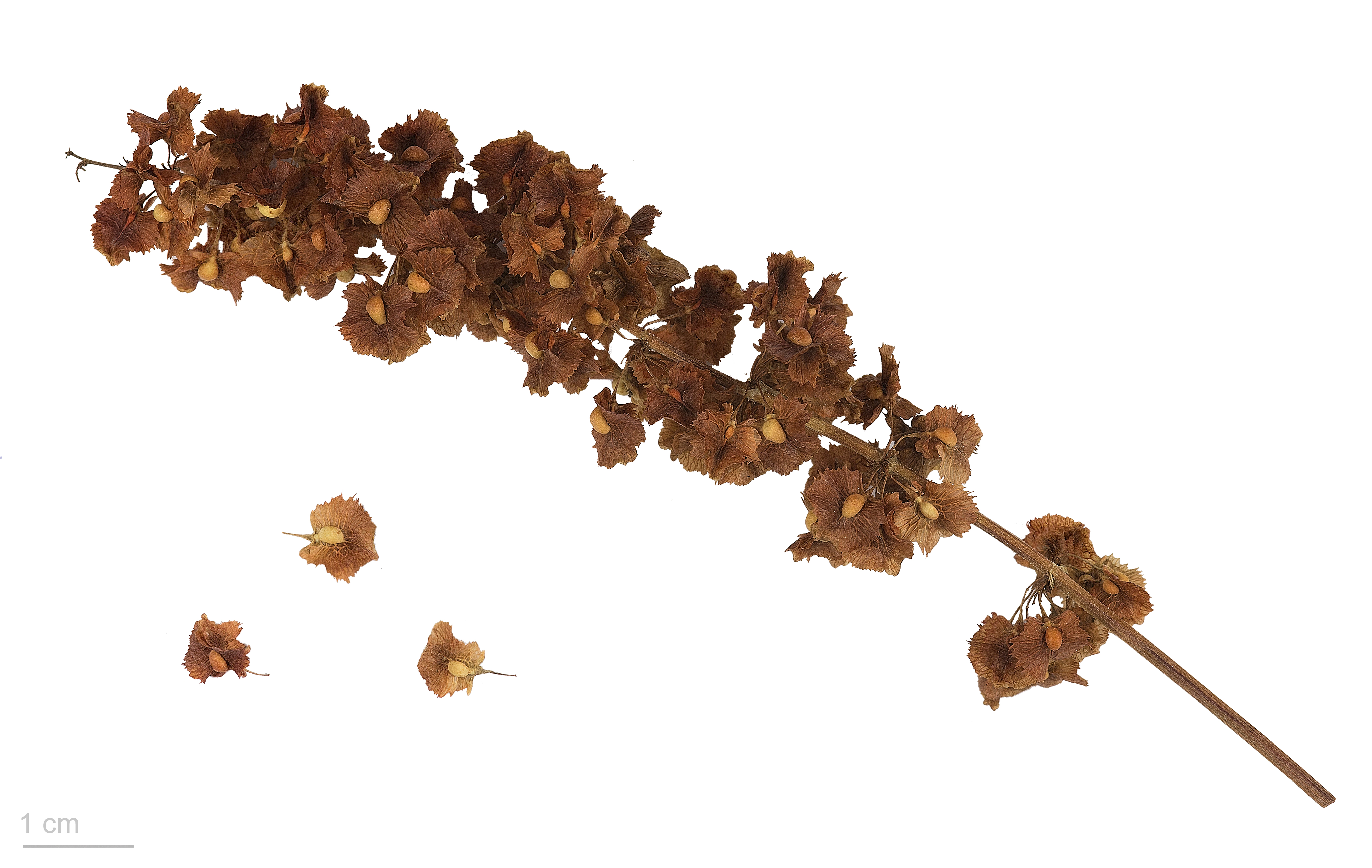
Fruchtstand

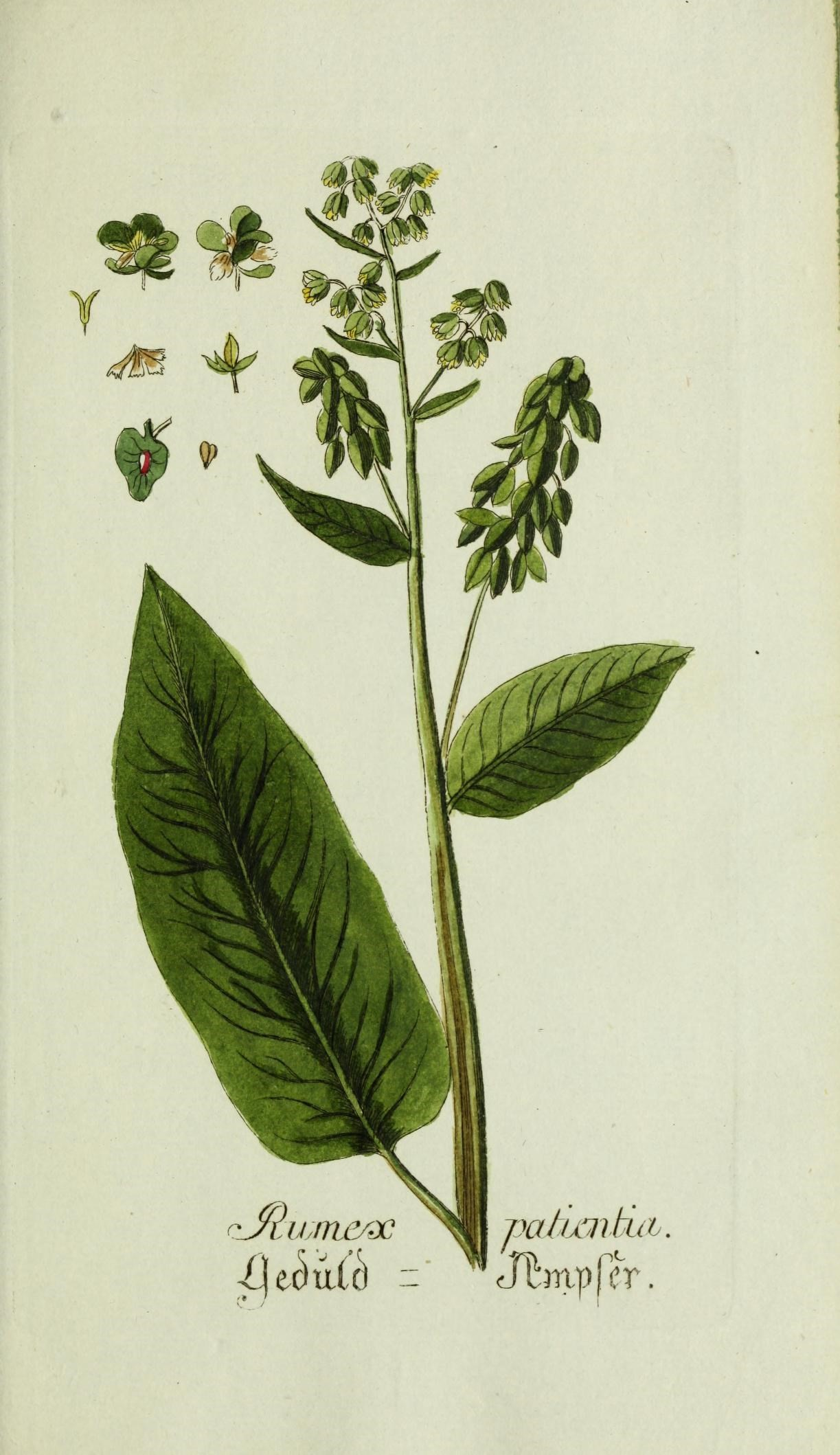
Illustration aus Plantarum indigenarum et exoticarum icones ad vivum coloratae, oder, Sammlung nach der Natur gemalter Abbildungen inn- und ausländischer Pflanzen, für Liebhaber und Beflissene der Botanik, 1779

### Vegetative Merkmale
Der Garten-Ampfer ist eine ausdauernde krautige Pflanze, die Wuchshöhen von 50 bis, meist 80 bis 200 Zentimetern erreicht. Der aufrechte Stängel ist schwach gefurcht und von der Mitte an verzweigt.
Die Laubblätter sind grundständig und wechselständig am Stängel verteilt angeordnet. Die Blattspreiten sind meist fleischig, unterseits kahl, weit wellig und manchmal am äußersten Rand gekräuselt gekerbt oder fast flach. Die Seitennerven gehen von der Mittelrippe in einem Winkel von 45° bis 80° ab. Die Grundblätter sind lang gestielt und aus abgestutztem oder breit keilförmigem seltener fast herzförmigem Spreitengrund und die dünne Blattspreite ist bei einer Länge von 20 bis 30 (15 bis 40) Zentimetern sowie einer Breite von 7 bis 9 (4 bis 12) Zentimetern länglich-oval, eiförmig oder länglich-lanzettlich mit zugespitztem oberen Ende. Der Blattstiel der Grundblätter weist oft ein Drittel der Länge der Blattspreite auf und ist auf der Oberseite breit abgeflacht. Die Stängelblätter sind wechselständig und kürzer gestielt. Die oberen Stängelblätter sind am Spreitengrund keilförmig oder fast gerundet, im Umriss länglich-lanzettlich mit spitzem oberen Ende und 2,5- bis 4-mal so lang wie breit. Die obersten Stängelblätter sind lanzettlich oder fast linealisch und fast sitzend.

### Generative Merkmale
Die Blütezeit reicht von Mai bis Juli oder in der Schweiz von Juli bis August. Die unteren Blütenäste sind gebüschelt und erneut verzweigt; alle sind bogig aufsteigend und bilden eine mehr oder weniger dichte Rispe zur Fruchtzeit. Die Blütenknäuel sind vielblütig und einander genähert; die untersten sind beblättert oder blattlos. Die Fruchtstiele sind dünn fadenförmig und unter der Blüte trichterförmig verdickt. Sie sind etwa doppelt so lang wie das Fruchtperigon. Die drei äußeren Perigonblätter sind oft deutlich kürzer als die halbe Breite der Valven. Die drei Valven (innere Perigonblätter) sind rundlich herzförmig, etwa so lang wie breit, dünnhäutig, bleichbraun, ganzrandig oder sehr klein gekerbt; sie sind 4 bis 8 Millimeter lang und 4 bis 10 Millimeter breit, netznervig und tragen teilweise Schwielen (Verdickungen, in denen sich die Frucht befindet). Die Schwielen sind kugelförmig oder eiförmig und nehmen höchstens die Hälfte der Länge und ein Viertel der Breite der Valven ein. Meist trägt nur eine der Valven ein Schwiele. Die reife Nuss ist braun, 3 bis 4 Millimeter lang und oben zugespitzt.

### Chromosomensatz
Die Chromosomengrundzahl beträgt; es wurden die Chromosomenzahlen 2n = 40 oder 60 ermittelt.

## Vorkommen
Der Garten-Ampfer ist ursprünglich von Süd- und Südosteuropa über den Kaukasusraum und Westasien, dem Indischen Subkontinent bis China, die Mongolei sowie Russlands Fernem Osten verbreitet. In Nordamerika, West- und Nordeuropa ist er ein Neophyt.
Er gedeiht in Mitteleuropa auf feuchten, nährstoffreichen, humosen Lehm- und Tonböden. Der Garten-Ampfer in Mitteleuropa in Pflanzengesellschaften des Verbands Arction und der Ordnung Onopordetalia vor. Er ist öfter mit dem Gefleckten Schierling (Conium maculatum) vergesellschaftet. Nach G. Parolly (2019) kommt der Garten-Ampfer in Deutschland an Straßenrändern verwildert und teilweise eingebürgert vor in Baden-Württemberg, Bayern, Hessen, Rheinland-Pfalz und Sachsen-Anhalt.
Die ökologischen Zeigerwerte nach Landolt et al. 2010 sind in der Schweiz: Feuchtezahl F = 3 (mäßig feucht), Lichtzahl L = 4 (hell), Reaktionszahl R = 3 (schwach sauer bis neutral), Temperaturzahl T = 4+ (warm-kollin), Nährstoffzahl N = 4 (nährstoffreich), Kontinentalitätszahl K = 4 (subkontinental).

## Systematik und Verbreitung
Die Erstveröffentlichung von Rumex patientia erfolgte 1753 durch Carl von Linné in Species Plantarum, Tomus I, S. 333. Das Artepitheton patientia bedeutet „genügsam“. Ein Homonym ist Rumex patientia Gay.
Je nach Autor gibt es mehrere Unterarten:
- Rumex patientia subsp. callosus (F.Schmidt) Rech.f.: Sie wurde aus Asien beschrieben und kommt als Neophyt in Schweden vor.[10]
- Rumex patientia subsp. orientalis (Bernh. ex Schult. & Schult. f.) Danser: Sie kommt von Mittel- bis Südosteuropa vor.[10][8]
- Rumex patientia subsp. pamiricus (Rech.f.) Rech.f.: Sie kommt vom Iran bis Zentralasien und dem Himalaya vor.
- Rumex patientia L. subsp. patientia: Sie kommt in Europa ursprünglich in Österreich, Italien, Slowenien, Kroatien, Nordmazedonien, Albanien, Rumänien, Bulgarien, Griechenland und im europäischen Teil der Türkei vor.[10] Sie ist im restlichen Mitteleuropa, in West- und Nordeuropa[10] und in der Neuen Welt ein Neophyt.[8]
- Rumex patientia subsp. recurvatus (Rech.) Rech.f. (Syn.: Rumex recurvatus Rech.): Sie kommt ursprünglich in Rumänien und Bulgarien vor und ist in Ungarn sowie der Slowakei ein Neophyt.[10]
- Rumex patientia subsp. tibeticus (Rech.f.) Rech.f.: Sie kommt ursprünglich im Iran, Afghanistan, Assam, Tibet und im westlichen Himalaya vor.

## Nutzung
Die jüngeren Blätter sind essbar, wie jene anderer Ampfer-Arten. Der Garten-Ampfer wird nur selten als Gemüsepflanze in Bauerngärten des Gebirges oder in Rebgärten angebaut. Die Laubblätter werden roh oder gegart gegessen. Er wird wie Spinat oder als Püree zubereitet. Der Geschmack ist mild und es handelt sich um ein gutes Gemüse.
Unter- und oberirdische Pflanzenteile des Garten-Ampfers wurden in der Volksmedizin verwendet.